# Лоуренс, Тайна
Тайна Лоуренс (англ. Tayna Lawrence; род. 17 сентября 1975, Спаниш-Таун) — ямайская легкоатлетка (бег на короткие дистанции, эстафетный бег), чемпионка и призёр розыгрышей Кубка мира, двукратный серебряный призёр летних Олимпийских игр 2000 года в Сиднее, чемпионка летних Олимпийских игр 2004 года в Афинах.

## Карьера
На Кубке мира 1998 года в Йоханнесбурге команда Америки, в составе которой выступала Лоуренс, завоевала серебряные медали в эстафете 4×100 метров (42,44 с).
На Олимпиаде в Сиднее Лоуренс стала серебряным призёром в беге на 100 метров с результатом 11.18 с. Команда Ямайки, за которую выступала Лоуренс, была второй в эстафете 4×100 метров (42,13).
На Кубке мира 2002 года в Мадриде Лоуренс стала победительницей в беге на 100 метров (11,06) и эстафете 4×100 метров (41,91).
На следующей Олимпиаде в Афинах команда Ямайки первенствовала в эстафете 4×100 метров с результатом 41,73 с.